# Грицак Віталій Миколайович
Грица́к Віталій Микола́йович (нар. 11 липня 1964, с. Гориньград II, Рівненський район, Рівненська область)  — генерал-майор міліції, Депутат Рівненської обласної ради(2010—2015 рр.), заступник голови Рівненської обласної організації Української спілки ветеранів Афганістану. Учасник бойових дій, нагороджений Орденом Богдана Хмельницького ІІІ ступеня, медаллю «За бойові заслуги», Почесною грамотою Верховної Ради СРСР, медаллю «Захиснику Вітчизни» і іншими державними нагородами.

## Життєпис
У 1983 році закінчив технічне училище № 1 (м. Рівне) і працював на Харківському моторобудівному заводі «Серп і Молот».
З 1983 по 1985 рр. проходив службу в рядах Радянської Армії в республіці Афганістан в 180-му мотострілецькому полку в м. Кабул (командир батальйону Герой Радянського Союзу Руслан Аушев). Неодноразово представлений до державних нагород. Нагороджений медаллю «За бойові заслуги».
Освіта вища. У 1992 році закінчив Український інститут інженерів водного господарства (м. Рівне), у 2000 році — Національний університет внутрішніх справ (Харків).
В 1987—1994 рр. — інженер Рівненського радіотехнічного заводу.
З 1994 року на службі на посадах старшого інспектора, заступника начальника відділу ВДСО при Рівненському міському управлінні УМВС України в Рівненській області.
З 1997 р. займав різні керівні посади в Податковій міліції України і Державної податкової адміністрації в Рівненській області. З 2004 р. перший заступник начальника Управління — начальник УБОЗ УМВС України в Волинської області. У 2007 році призначений на посаду начальника УМВС України в Хмельницької області, з 2008—2010 рр. начальник Департаменту Державної служби охорони при МВС України.

## Сім'я
- Дружина: Грицак Лариса Петрівна.

- Діти: Андрій, Юрій.

- Брат: Грицак Василь Миколайович (нар. 17 лютого 1961, с. Гориньград II, Рівненський район, Рівненська область) — народний депутат України V і VI скликань, генерал-лейтенант міліції, екс-заступник голови Державної міграційної служби України, кандидат юридичних наук, доцент, державний службовець першого рангу, Заслужений економіст України, Лауреат Державної премії в галузі науки і техніки. Учасник бойових дій, нагороджений відзнакою Президента України — «Захиснику Вітчизни» та ін. державними нагородами.

- Дід: Грицак Іван Макарович (нар. 18 березня 1888–1964) — марсовий унтер-офіцер Російського імператорського флоту на Балтиці. Служив на лінкорах «Імператор Олександр ІІ», «Гангут» та навчальному судні «Миколаїв» (1909–1917). Відзначений нагородами: бронзовою пам'ятною медаллю з нагоди святкування 300-річчя дому Романових (04.03.1913 р.) та срібною медаллю «За усердие» на Станіславській стрічці (19.06.1915 р.). Служив молодшим матросом, матросом ІІ та І ступенів на навчальному судні «Миколаїв» (1909—1911), на лінійному кораблі «Імператор Олександр ІІ» (1911—1913), знову повернувся на навчальне судно «Миколаїв» в 3-ю роту(1913—1914). Проходив службу на лінкорі «Гангут» (лінкор російського і радянського флоту, останній за датою закладки та датою спуску на воду з чотирьох дредноутів балтійської серії типу «Севастополь») (1914—1916). З 1916 р. І. М. Грицака було підвищено у званні до марсового унтер-офіцера, про це було зазначено у «Списку нижніх чинів навчального судна „Миколаїв“» від 01.05.1916 р. Після закінчення служби, у 1919 р. повернувся в рідний Гориньград, де до кінця життя працював хліборобом. Помер 04 квітня 1964 р. в с. Гориньград Другий.

## Суспільно-політична діяльність
З 2004 року по теперішній час Заступник голови Рівненської обласної організації Української спілки ветеранів Афганістану. Депутат Рівненської обласної ради VI-го скликання (2010—2015 рр.)

## Нагороди
- Орден Богдана Хмельницького (Україна) III ступеня
- Медаль «За бойові заслуги»
- Медаль «Захиснику Вітчизни»
- Медаль «Воїну-інтернаціоналісту від вдячного афганського народу»
- Медаль «За бездоганну службу» II ступеня
- Почесна грамота Верховної ради СРСР
- Медаль «70 років Збройних Сил СРСР»
- Медаль Жукова
- Почесна грамота Верховної Ради України
- Іменна зброя МВС України
- Нагороди МВС України («Хрест слави», «Закон і честь», Почесний працівник МВС України, Лицар Закону та ін.)
- Відзначено нагородами громадських організацій, фондів та церковними нагородами, наприклад, за реконструкцію і реставрацію Свято-Троїцького храму (200 років) в селі Гориньград Перший Рівненського району Рівненській області